# De Valls Bluff (Arkansas)
De Valls Bluff es una ciudad ubicada en el condado de Prairie en el estado estadounidense de Arkansas. En el Censo de 2010 tenía una población de 619 habitantes y una densidad poblacional de 216,68 personas por km².

## Geografía
De Valls Bluff se encuentra ubicada en las coordenadas 34°47′9″N 91°27′40″O / 34.78583, -91.46111. Según la Oficina del Censo de los Estados Unidos, De Valls Bluff tiene una superficie total de 2.86 km², de la cual 2.69 km² corresponden a tierra firme y (5.71%) 0.16 km² es agua.

## Demografía
Según el censo de 2010, había 619 personas residiendo en De Valls Bluff. La densidad de población era de 216,68 hab./km². De los 619 habitantes, De Valls Bluff estaba compuesto por el 69.63% blancos, el 29.73% eran afroamericanos, el 0% eran amerindios, el 0% eran asiáticos, el 0% eran isleños del Pacífico, el 0.32% eran de otras razas y el 0.32% pertenecían a dos o más razas. Del total de la población el 1.13% eran hispanos o latinos de cualquier raza.